# Schachtförderung
Als Schachtförderung bezeichnet man im Bergbau die Bewegung von Produkten, Versatz und Material sowohl in seigeren als auch in tonnlägigen Schächten und Blindschächten. Außerdem gehören zur Schachtförderung alle Betriebsmittel, Vorkehrungen und Einrichtungen, die für die Förderung vorgesehen sind. Sie umfasst die Förderung vom Füllort bis zur Hängebank.

## Geschichte

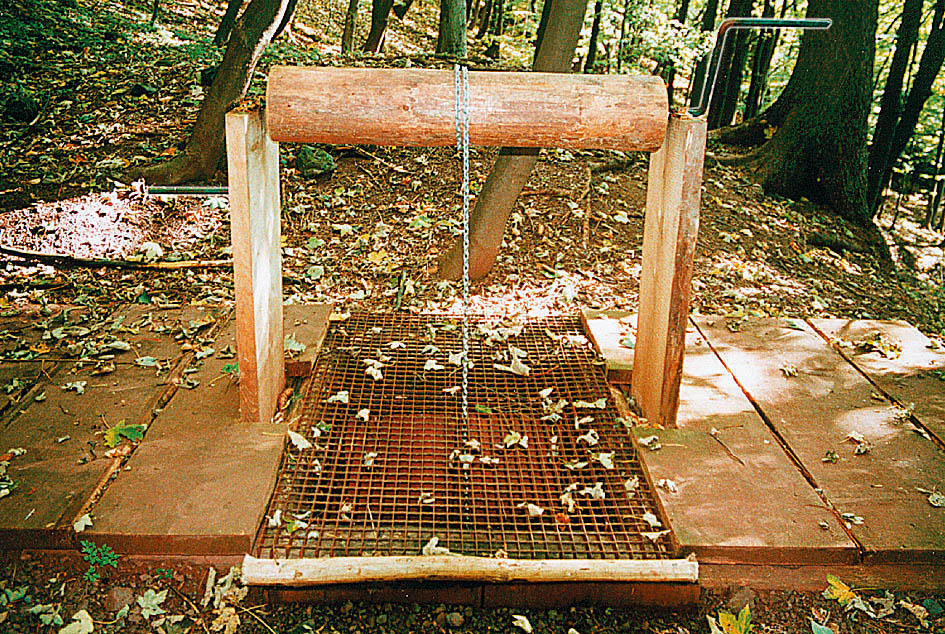
Rekonstruktion eines alten Handhaspels am Sauerberg bei Suhl

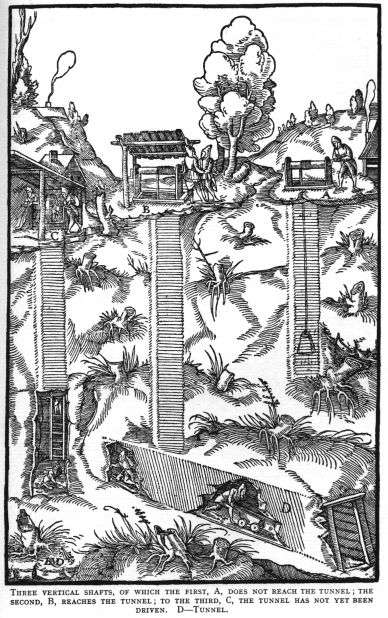
Schachtförderung nach Agricola

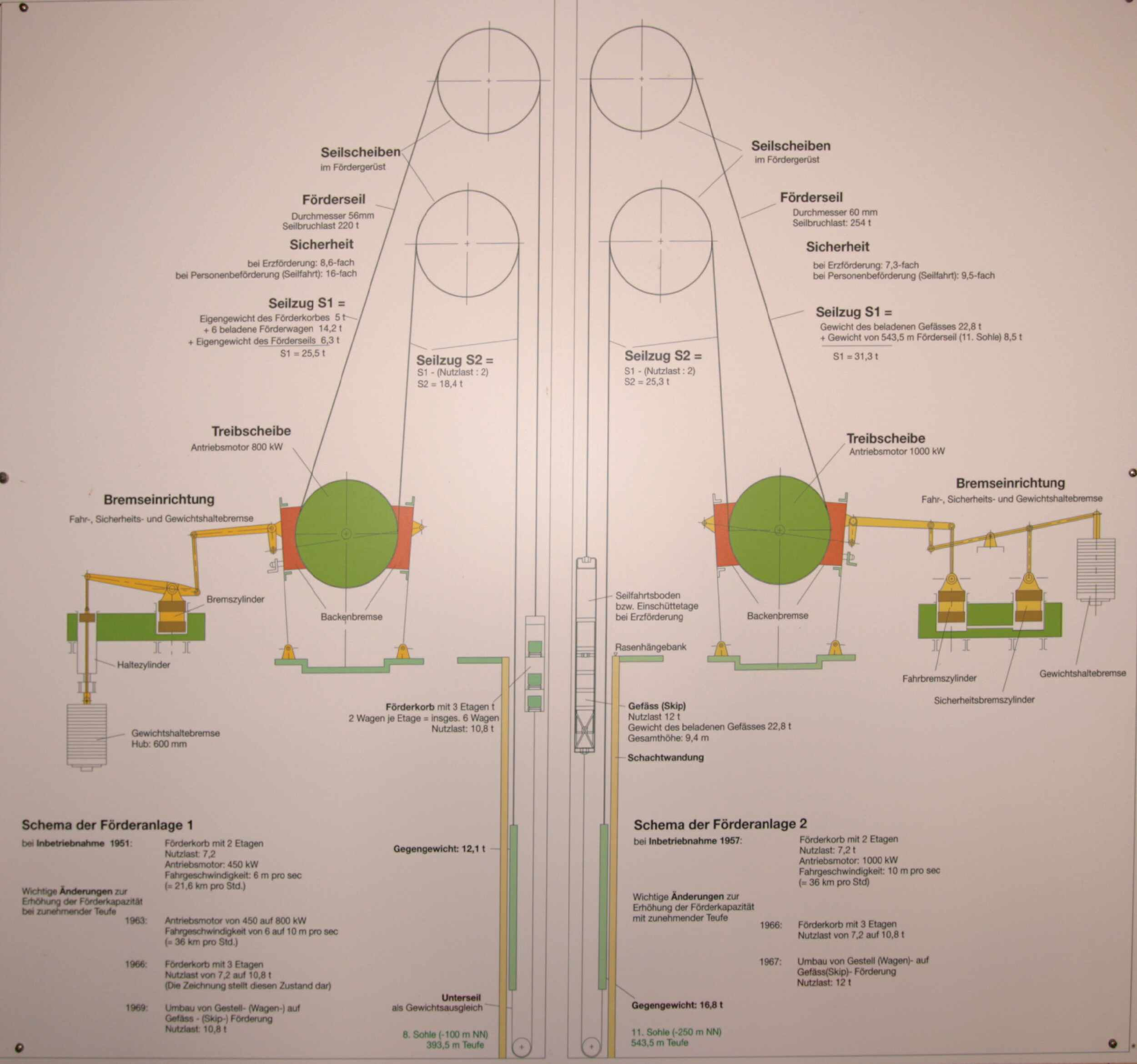
Prinzip einer modernen Schachtförderanlage

Der Handhaspel ist die älteste, einfachste und verbreitetste Technik der Schachtförderung. Handhäspel wurden bei kleinen Schächten bis zu einer Teufe von etwa 50 Meter verwendet. Der Einsatz von Handhaspeln lag bei einer maximalen Teufe von 100 Metern. Mit dem Beginn des Teufens von Schächten wurden auch Handgöpel zur Schachtförderung eingesetzt. Ab dem 15. Jahrhundert ersetzte der Antrieb mit Pferden den Antrieb durch menschliche Muskelkraft. Vom 16. Jahrhundert bis zum Anfang des 19. Jahrhunderts wurde die Schachtförderung hauptsächlich mit Göpelanlagen durchgeführt. Die Antriebsarten wechselten im Laufe der Jahrzehnte vom Antrieb durch Muskelkraft über die Antriebe mittels Wasserkraft bis hin zu dampfgetriebenen Göpeln. Anfang des 19. Jahrhunderts (um 1809) wurden die ersten Dampfmaschinen zur Förderung der Kohle eingebaut. Ab dem Jahr 1890 erfolgte der Betrieb mittels elektrischer Förderanlagen. Die Teufen, aus denen die Schachtförderung erfolgte, nahmen im Laufe der Jahre stetig zu. Anfang des 20. Jahrhunderts wurde aus Teufen von 600 bis 900, zum Teil aus knapp 1100, Metern gefördert. Seit Ende des 20. Jahrhunderts erfolgt die Schachtförderung auf einigen Bergwerken aus einer Teufe von über 2000 Metern.

## Grundlagen
Der Zweck der Schachtförderung ist die Bewegung des Fördergutes von der Hängebank zum Füllort oder in umgekehrter Richtung. Dabei erfolgt die Bewegung des Fördergutes im Allgemeinen diskontinuierlich. Das Fördergut wird bei dieser Art der Förderung in einem diskontinuierlichen Förderstrom bewegt. Bei Feststoff-Wasser-Gemischen wird auch die Möglichkeit genutzt, das Fördergut hydraulisch im Schacht zu fördern. Diese Art der Schachtförderung wird als Fließförderung bezeichnet. Die Wirtschaftlichkeit der Schachtförderung hängt im Wesentlichen von der mechanischen Ausrüstung des Schachtes und von der technischen Ausrüstung der Fördermaschine ab. Insbesondere die Nutzlast und die Geschwindigkeit, mit der das Fördergut durch den Schacht bewegt wird, haben einen großen Einfluss auf die Leistungsfähigkeit der Schachtförderanlage. Die täglich mit einer Schachtförderung geförderte Tonnage stieg in der Zeit von 1900 bis 1958 von 1500 Tonnen auf über 10.000 Tonnen. Das Fördergut wird bei modernen Schachtförderanlagen mit Geschwindigkeiten von über 25 Metern pro Sekunde durch den Schacht bewegt.

## Haspelförderung
Bei der Haspelförderung mittels Handhaspel wird ein aus einem Rundbaum bestehender Haspel über Tage in der Nähe der Schachtöffnung montiert. Der Haspel besitzt an jeder Seite eine Kurbel, das sogenannte Haspelhorn, welches jeweils von einem Haspelzieher betätigt wird. Bei der Förderung wird das zu fördernde Gut mittels Fördertonnen gefördert. Zum Be- oder Entladen muss einer der Haspelzieher seinen Platz verlassen, während der andere Haspelzieher an seinem Haspelhorn verbleibt, um den Haspel zu stoppen und um die Last für Rangierzwecke kurz auf- oder abzubewegen. Der zweite Haspelzieher zieht nun die Last aus dem Schacht und rangiert sie auf einen dafür vorgesehenen Abstellplatz unmittelbar neben dem Schacht. Anschließend löst er den Verbindungshaken an der Fördertonne, danach geht der Fördervorgang von Neuem los. Berechnungen zufolge kann ein Mensch etwa 7 Kilogramm über einen längeren Zeitraum mit dem Handhaspel heben. Aufgrund der Ruhephasen bei Haspelförderung liegt die sogenannte mittlere Leistung bei etwa 12 Kilogramm. Um bei dieser Art der Schachtförderung schwere Lasten bis zu einem Gewicht von 100 Kilogramm heben zu können, wurden die Haspel so ausgestattet, dass bis zu vier Haspelzieher den Haspel gleichzeitig betätigten.

## Göpelförderung
Bei der Göpelförderung erfolgt die Schachtförderung unter Zuhilfenahme maschineller Fördereinrichtungen, sogenannter Göpel. Die Göpel werden durch tierische Muskelkraft, Wasserkraft oder durch Dampf angetrieben. Dadurch ist die Göpelförderung der Haspelförderung deutlich überlegen. Während die Schachtförderung mittels Hydraulischer Göpel (Wassergöpel) überwiegend in bergigen Gegenden Anwendung fand, wurden auf den Kohlenbergwerken hauptsächlich Dampfgöpel eingesetzt. Die Fördergeschwindigkeit bei Dampfgöpelförderungen lag zwischen 6 und 13 Meter pro Sekunde.

## Paternosterförderung
In einigen englischen Bergwerken, aber auch im Harzer Bergbau, wurden zur Schachtförderung zeitweise Paternosterwerke verwendet. Hierbei wurden zwei Endlosketten über eine mit zwei Zahnrädern bestückte Welle geführt, die sich in einem speziellen Gerüst oberhalb der Hängebank befand. Die Welle wurde durch Vorgelege bewegt und war mit zwei Zahnrädern ausgerüstet. Im Schachttiefsten wurden die beiden Endlosketten über eine spezielle Vorrichtung umgelenkt. Die beiden Ketten waren im Abstand von 5,6 Metern mit Querstäben verbunden. In der Mitte der Querstäbe befanden sich Haken, in die die Fördergefäße eingehängt wurden. Die Paternosterförderung wurde aber nur in Schächten mit Teufen bis 110 Meter eingesetzt.

## Moderne Schachtförderung
Im heutigen Bergbau erfolgt die Schachtförderung mit leistungsfähigen Fördermaschinen, deren Antriebs- und Förderleistung deutlich über den Antrieben der anderen Förderungen liegen. Die Schachtbeschickung wird entweder manuell gesteuert oder erfolgt automatisch, das Gleiche trifft auf die Steuerung der Fördermaschinen zu. Je nach Teufe lassen sich mit solchen Fördereinrichtungen täglich mehrere zehntausend Tonnen an Material und Rohstoffen aus der bzw. in die Grube fördern. Während bei automatischen Schachtförderungen die Beschickung und die Förderung weitestgehend ohne Personal funktioniert, sind bei manuell gesteuerten Schachtförderungen einige Bergleute als Bedienpersonal erforderlich. Die Schachtbeschickung wird von sogenannten Anschlägern getätigt, die Bedienung der Fördermaschine obliegt den Fördermaschinisten. Da beide Personalgruppen miteinander keinen Sichtkontakt haben, erfolgt die Verständigung untereinander über Signaleinrichtungen.

## Fördermittel

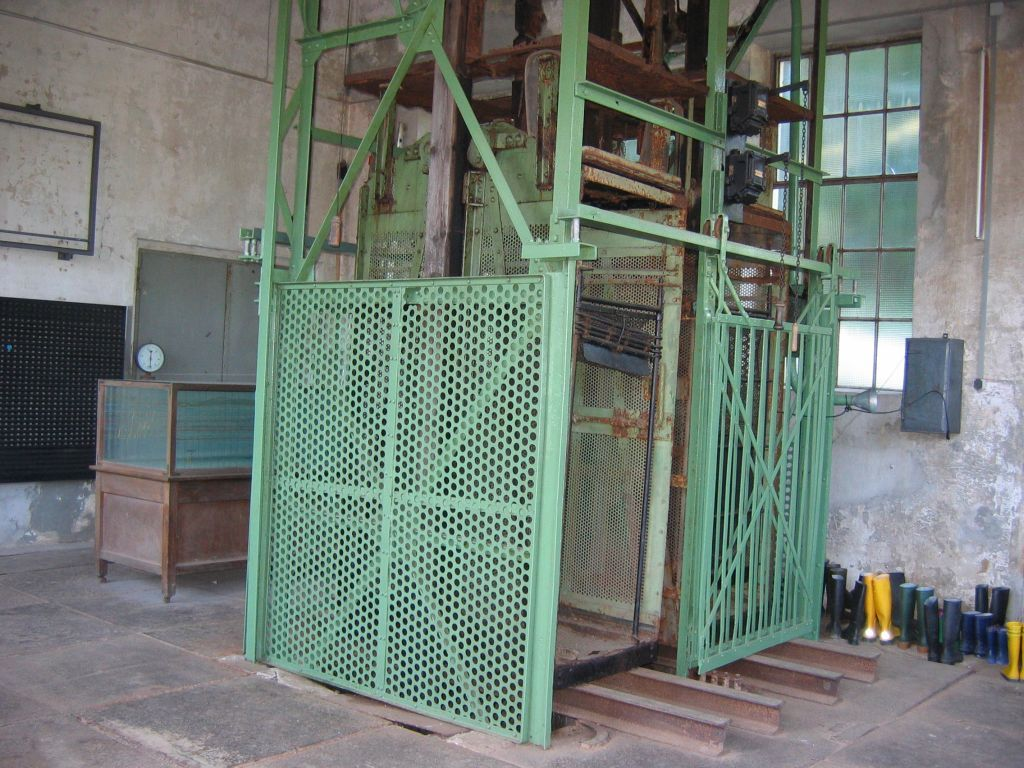
Nachgebauter Förderkorb

Die Fördermittel dienen bei der Schachtförderung zur Aufnahme des Fördergutes. Im frühen Bergbau wurden als Fördermittel die Fördertonne oder der Förderkübel eingesetzt. Diese waren mit Hanfseilen oder Eisenketten mit dem Haspel oder dem Göpel verbunden. Bei der modernen Schachtförderung gibt es zwei verschiedene Fördermittel, das Fördergefäß und den gestellartig aufgebauten Förderkorb. Entsprechend der Fördermittel bezeichnet man die Förderung auch als Gefäßförderung oder Gestellförderung. Die Fördermittel sind über sogenannte Zwischengeschirre mit dem Förderseil verbunden, das entweder wie bei der Trommelförderung fest mit dem Seilträger oder wie bei der Koepe-Förderung mit dem anderen Fördermittel verbunden ist. Bei der Gefäßförderung werden die Fördermittel automatisch beschickt, bei der Gestellförderung erfolgt die Beschickung je nach Anlage entweder manuell oder auch automatisch. Beide Methoden zur Förderung haben sowohl Vorteile als auch Nachteile. Da bei der Gefäßförderung weniger Betriebsmittel vorhanden sind, ergeben sich somit auch weniger Störquellen. Allerdings ist die Gefäßförderung nicht für die Förderung von Stückgütern geeignet. Aus diesem Grund wird die Gestellförderung für Materialförderung und Seilfahrt und Gefäßförderung für die Produktförderung genutzt.

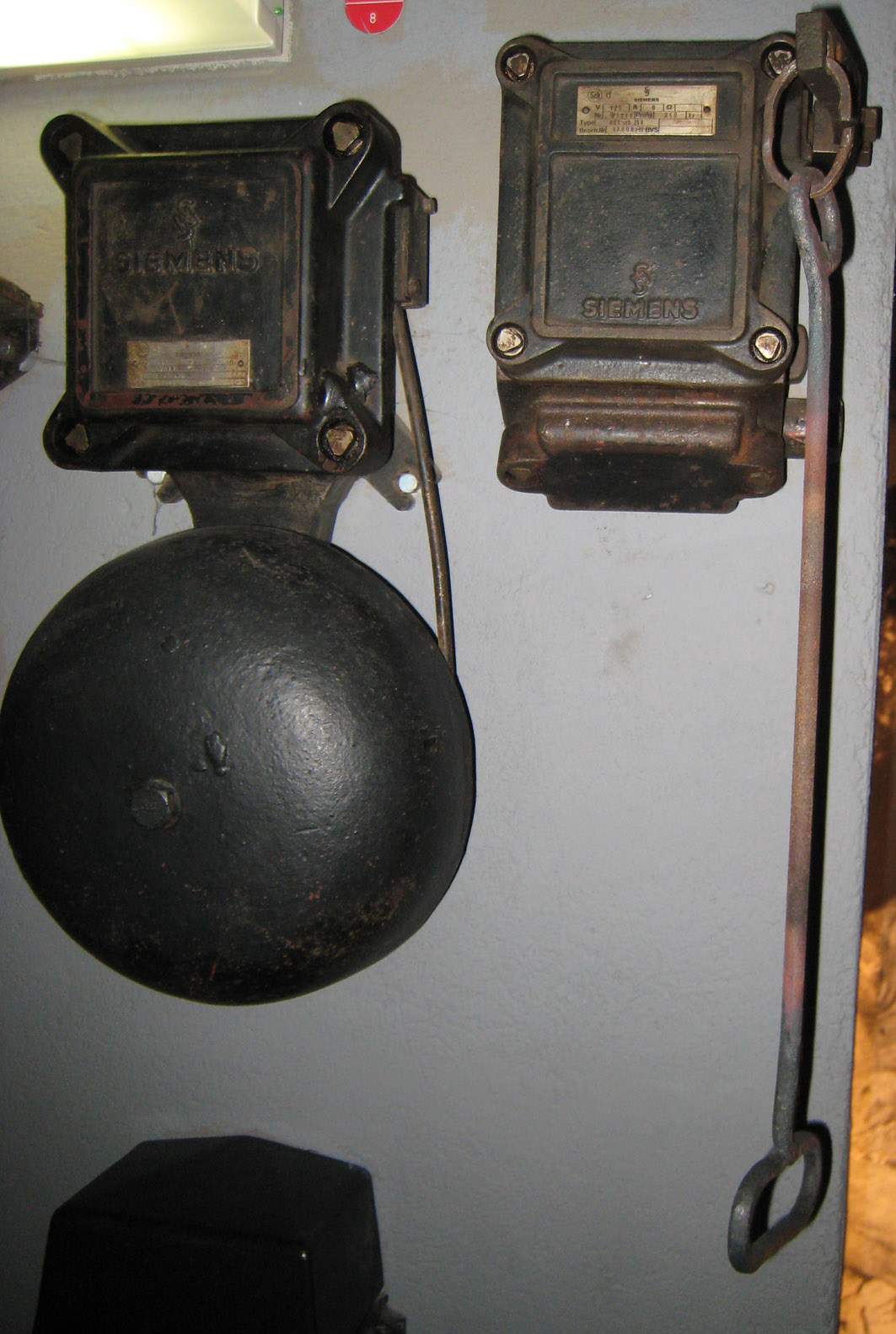
Signalglocke mit Anschlag im Bergischen Museum für Bergbau, Handwerk und Gewerbe in Bergisch Gladbach

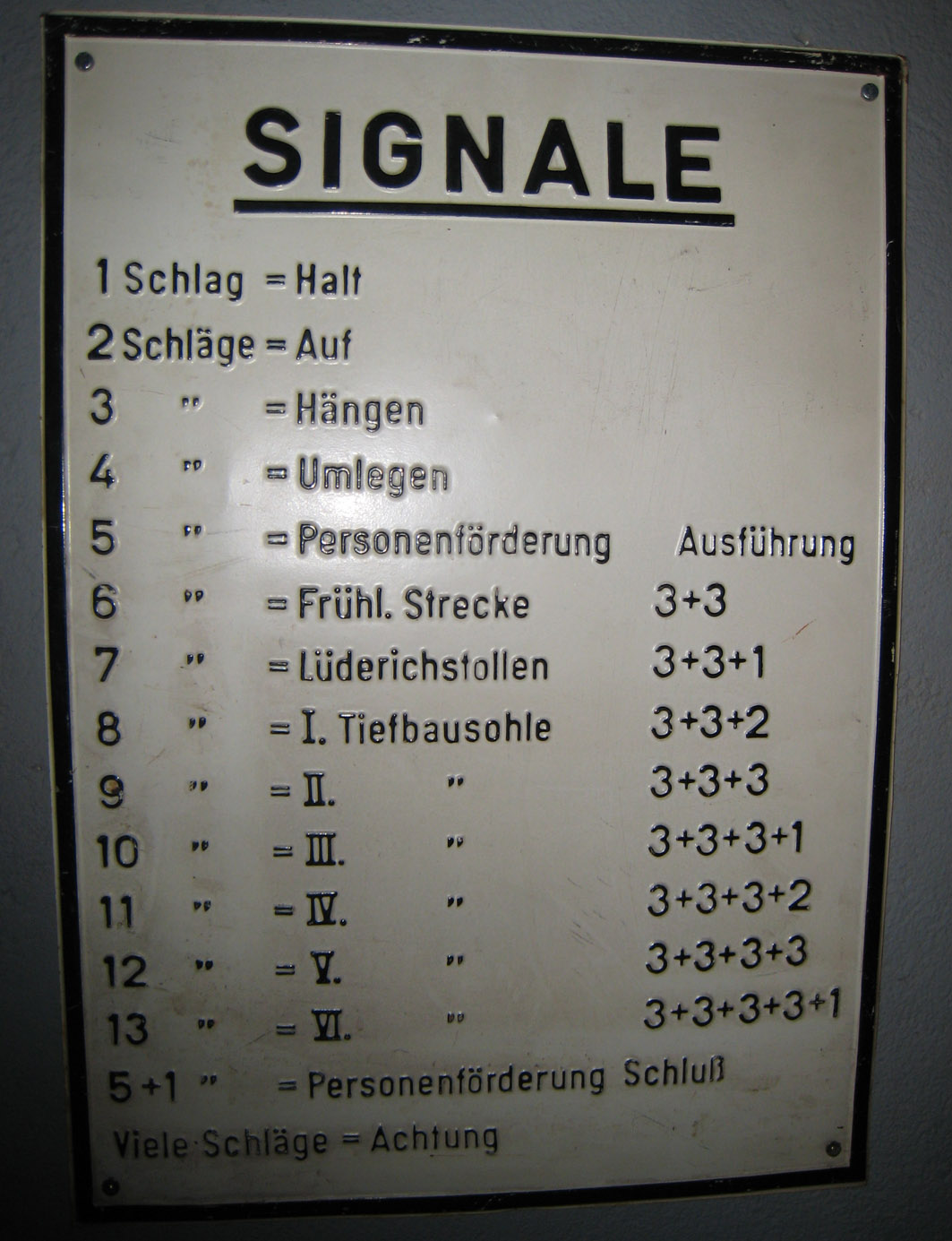
Signaltafel der Grube Lüderich im Bergischen Museum für Bergbau, Handwerk und Gewerbe in Bergisch Gladbach

## Kommunikation
Bei der manuellen Schachtförderung erfolgt die Kommunikation zwischen Maschinenführer und Anschläger überwiegend über Signale oder Steuerimpulse, sogenannte Abfahrbefehle. Damit es nicht zu Verwechselungen kommen kann, wird für die Signale eine Signalordnung durch den Bergwerksbetreiber festgelegt. Die gültigen Signale und ihre Bedeutung werden auf Signaltafeln angegeben, die an den jeweiligen Anschlägen angebracht sind. In besonderen Fällen, z. B. bei Arbeiten in Schacht, werden oftmals spezielle Signale zwischen dem Maschinenführer und den im Schacht arbeitenden Bergleuten vereinbart.